# ...And Justice for All (àlbum)
...And Justice for All (en català: ...I justícia per tots) és el quart àlbum d'estudi de la banda estatunidenca de thrash metal Metallica. Va ser publicat el 25 d'agost de 1988, amb la producció de Flemming Rasmussen per Elektra Records. Es tracta del primer treball on participa el baixista Jason Newsted, substitut de Cliff Burton per la seva mort l'any 1986.
Les lletres de les cançons que inclou tracten temes polítics i d'injustícia legal des del punt de vista de la censura, la guerra o política nuclear. La música és progressiva, amb llargues i complexes cançons, tempos ràpids i poques estructures de tornada. Pel que fa a la producció és força estèril, el mateix Rasmussen va indicar que fou degut a la seva absència durant el procés de mescla.
La portada mostra una imatge de l'estàtua de Iustitia esquerdada, lligada amb cordes, amb els pits al descobert i amb la seva balança plena de dòlars; les paraules "... And Justice for All" estan escrites a l'estil grafit al costat dret. Stephen Gorman va ser qui la va dissenyar, inspirat en un concepte desenvolupat per Lars Ulrich i James Hetfield. ...And Justice for All és l'última col·laboració entre Metallica i el productor Flemming Rasmussen.
L'àlbum fou aclamat per la crítica musical i el 1989 va ser nominat al premis Grammy, en la categoria de millor interpretació de hard rock/metall vocal o instrumental, tot i que el guanyador fou Crest of a Knave de Jethro Tull. El senzill «One» guanyà el primer premi Grammy per la banda per la millor interpretació metall el 1990. Va esdevenir l'àlbum més venut de la banda i el primer d'estil metall en aconseguir entrar a la llista estatunidenca d'àlbums. Finalment fou certificat amb 8 discs de platí al seu país, superant els vuit milions de còpies.

## Antecedents i producció
Els membres de Metallica tenien la intenció d'enregistrar el nou treball durant el 1987, però degut a la gran quantitat de concerts i festivals que tenien programats, van haver de posposar el procés per gravar ...And Justice for All entre els mesos de gener i maig de 1988 en els estudis "One on One Recording" de Los Angeles. Igual que els seus antecessors, Ride the Lightning i Master of Puppets, Flemming Rasmussen va ser el seu coproductor. Inicialment, Rasmussen no estava disponible per a la data planejada, l'1 de gener, de manera que el grup va contractar a Mike Clink, que havia cridat la seva atenció pel seu treball com a productor de l'àlbum Appetite for Destruction de Guns N 'Roses. No obstant això, tres setmanes més tard, el bateria Lars Ulrich va cridar a Rasmussen, que ja estava lliure. Va escoltar les maquetes per a l'àlbum durant el seu vol a Los Angeles i després de la seva arribada, es va acomiadar a Clink. Mentre esperaven al productor, els membres del grup van canviar alguns efectes de les guitarres i van gravar noves maquetes «per ajustar el so mentre es ficaven en ambient d'estudi» segons Sound on Sound.
Amb el seu anterior treball va finalitzar el contracte que tenien signat amb el segell Music for Nations.
La primera tasca de Rasmussen va ser ajustar i arreglar el so de les guitarres, ja que la banda no havia quedat satisfeta; sobre això va dir: «Com els nois tenien la perfecció com a objectiu, per a la bateria, Ulrich va utilitzar una pista guia per als tempos i un metrònom». Els diferents instruments es van gravar per separat, de manera que si Ulrich necessitava un descans podien gravar les guitarres i la veu principal en les cançons en les quals ja havien acabat les pistes de bateria. Com sol ser habitual, la bateria va ser el primer instrument gravat, després les guitarres i finalment el baix. El vocalista i guitarrista James Hetfield va escriure les lletres durant aquest procés, cosa que el productor va atribuir al fet que no «estava interessat a cantar» i que «estava més preocupat a crear un so dur».
El treball artístic fou creat per Stephen Gorman a partir dels conceptes desenvolupats per James Hetfield i Lars Ulrich. Representa una estàtua esquerdada de Iustitia amb els ulls embenats, lligats per cordes amb els seus pits exposats i les seves escales plenes de bitllets de dòlar. El títol apareix a l'estil graffiti a la cantonada inferior dreta.

## Músiques i lletres
Les lletres de ...And Justice for All són fosques i giren al voltant de les injustícies polítiques i judicials a través del prisma de la guerra, la censura i l'amenaça nuclear. Durant el procés de composició, Ulrich i Hetfield miraven sovint el canal de notícies CNN amb la intenció de buscar inspiració per a les cançons. El bateria va comentar: «Estàvem llegint un article sobre llistes negres en la política i aconseguir un títol per a una cançó, "The Shortest Straw"». Algunes de les estructures musicals més complicades de la discografia de Metallica acompanyen les lletres. Segons Allmusic, la complexitat dels arranjaments s'aproxima al thrash metal del grup al metal progressiu, menys melòdic i menys capes de guitarra.
Segons Steve Huey d'Allmusic, el disc destaca per la seva estèril producció. Rasmussen va dir que no era la seva intenció, perquè volia aconseguir una atmosfera semblant a la dels dos àlbums anteriors. Després absentar-se durant la barreja i fou substituït per Steve Thompson i Michael Barbiero. El productor va comprovar que es va utilitzar una pista en la qual el so del baix era gairebé inaudible, per iniciativa d'Ulrich i Hetfield, i les guitarres força estrangulades. El duo va al·legar que la majoria de les línies de baix de Newsted seguien a la guitarra rítmica, fins al punt de diferenciar poc entre si. Aquest va dir més tard: «...And Justice for All no va ser un àlbum amb el qual em sentís realment bé perquè amb prou feines es pot escoltar el meu instrument». Rasmussen va indicar que el principal problema fou la manca d'un director perquè la banda va ferr gairebé tota la producció sense guiar correctament el nou baixista i explicar-li què s'esperava realment d'ell en aquesta fase de la producció.
L'ex-baixista Cliff Burton figura com a autor del tema «To Live Is to Die», que conté algunes composicions d'abans de la seva mort. La lletra de la cançó, cantada per Hetfield, és un poema també escrit per Burton.

## Recepció
Malgrat que la música de Metallica es considerava que no era compatible amb la ràdio general, ...And Justice for All va esdevenir el primer àlbum de metal que va aconseguir cert èxit en els Estats Units, i va esdevenir el treball més venut de la banda. Va estar a la llista Billboard 200 durant 83 setmanes i va arribar a la sisena posició. Inicialment van llançar un sol vinil i ràpidament fou rellançat com a doble àlbum sense cançons addicionals. Al seu país fou certificat amb nou discs de platí. A la resta del món, la cançó va entrar al Top 5 de les llistes d'Alemanya, Suècia o del Regne Unit, i també en el Top 10 d'altres països, aconseguint certificacions de disc de platí a Canadà i Finlàndia, i disc d'or a Alemanya i al Regne Unit.
Després de diversos anys en contra del llançament de videoclips, van accedir a realitzar el primer per al tercer senzill «One». Tanmateix això causà controvèrsia entre els seguidors perquè valoraven el fet de contraposar-se a MTV i altres formes de música convencional.
La crítica musical va rebre molt positivament aquest treball perquè tant les composicions com la música tant avantguardista i tècnicament competent sobresortien del so monòton de la música rock contemporània. També es va assenyalar que aquest treball era molt ambiciós, seguint el pla dels dos àlbums previs, però amb cançons més sofisticades i lletres força apocalíptiques, imaginant una societat en decadència. Mitjans menys entusiastes no estaven tant d'acord amb els elements progressistes de l'àlbum, deixant a banda algunes cançons com «One» i «Dyers Eve», la resta tenen un so maldestre. També van indicar que la creativitat de la banda havia disminuït i per contrarestar havien concentrat masses riffs en les cançons.
El guitarrista Kirk Hammett va indicar que la llargada de les cançons era molt problemàtica tant pels seguidors com per la banda. Després de tocar diverses cançons, els membres de la banda acabaven esgotats. Tanmateix, «One» va esdevenir ràpidament una cançó fixa en els concerts, però allargant la introducció cap als dos minuts. Altres cançons que han estat freqüentment interpretades són «Blackened» i «Harvester of Sorrow».
L'any 1989 fou nominat al premis Grammy en la categoria de millor interpretació de hard rock/metall vocal o instrumental, tot i que el guanyador fou Crest of a Knave de Jethro Tull no sense controvèrsia. La revista Entertainment Weekly va assenyalar l'any 2007 que aquest fou una de les gran decepcions dels premis Grammy.

## Llista de cançons
Totes les lletres escrites per James Hetfield, excepte To «Live is to Die» per Cliff Burton. 
| Núm.          | Títol                              | Música                    | Durada |
| ------------- | ---------------------------------- | ------------------------- | ------ |
| 1.            | «Blackened»                        | Hetfield, Newsted, Ulrich | 6:40   |
| 2.            | «...And Justice for All»           | Hetfield, Hammett, Ulrich | 9:44   |
| 3.            | «Eye of the Beholder»              | Hetfield, Hammett, Ulrich | 6:25   |
| 4.            | «One»                              | Hetfield, Ulrich          | 7:24   |
| 5.            | «The Shortest Straw»               | Hetfield, Ulrich          | 6:35   |
| 6.            | «Harvester of Sorrow»              | Hetfield, Ulrich          | 5:42   |
| 7.            | «The Frayed Ends of Sanity»        | Hetfield, Hammett, Ulrich | 7:40   |
| 8.            | «To Live Is to Die» (Instrumental) | Hetfield, Burton, Ulrich  | 9:48   |
| 9.            | «Dyers Eve»                        | Hetfield, Hammett, Ulrich | 5:12   |
| Durada total: | Durada total:                      | Durada total:             | 65:17  |

| 10.           | «The Prince» (originalment interpretada per Diamond Head) | Sean Harris, Brian Tatler | 4:26  |
| Durada total: | Durada total:                                             | Durada total:             | 69:43 |

| 10.           | «One» (directe a Seattle, 1989)                    | 7:59  |
| 11.           | «...And Justice for All» (directe a Seattle, 1989) | 10:05 |
| Durada total: | Durada total:                                      | 83:38 |

## Posicions en llista
| Llista       | Posició | Certificacions |
| ------------ | ------- | -------------- |
| Alemanya     | 31      |                |
| Austràlia    | 16      | 1x Platí       |
| Canadà       | 13      | 3x Platí       |
| Estats Units | 6       | 8x Platí       |
| França       | 130     |                |
| Espanya      | 64      |                |
| Regne Unit   | 4       | 1x Or          |

## Personal

### Metallica
- James Hetfield − cantant, guitarra rítmica; guitarra acustica i segunda solo de guitarra (in "To Live Is To Die")
- Kirk Hammett − guitarra solista
- Jason Newsted − baix, backing vocals ("The Frayed Ends of Sanity")
- Lars Ulrich − bateria

### Producció
- Michael Barbiero, Steve Thompson − mescles
- Mike Clink − enginyeria de bateria
- George Cowan − ajudant d'enginyeria
- Bob Ludwig − masterització
- Metallica − producció
- Flemming Rasmussen − producció, enginyeria
- Toby Wright − enginyeria

### Presentació
- Stephen Gorman − concepte portada
- Ross Halfin − photografia
- Pushead − il·lustracions
- Reiner Design Consultants, Inc. − disseny